# This Is Not America
Singles de David Bowie / Pat Metheny Group
Tonight
(1984) Loving the Alien
(1985)
This Is Not America est une chanson interprétée par David Bowie et le Pat Metheny Group. Sortie en single en 1985, elle figure sur la bande originale du film d'espionnage Le Jeu du faucon.

## Histoire

### Enregistrement et parution
This Is Not America est enregistrée entre septembre et octobre 1984 aux studios Mountain de Montreux, en Suisse. Les paroles sont de David Bowie et la musique, de Pat Metheny et Lyle Mays, qui sont les compositeurs de l'intégralité de la bande originale du Jeu du faucon. Musicalement, elle adopte un style de jazz fusion très lisse, comparable à celui de Sade.
La chanson est également parue en 45 tours en février 1985, avec une version instrumentale de la chanson en face B. Le clip se compose d'extraits du film.
This Is Not America est reprise sur les compilations de Bowie The Singles Collection, The Platinum Collection, Best of Bowie, The Best of David Bowie 1980/1987 et Nothing Has Changed, ainsi qu'en titre bonus sur certaines rééditions CD de l'album Tonight. Un remix réalisé par The Scumfrog figure sur l'album de remixes Club Bowie.
Bowie n'interprète cette chanson en concert qu'à partir de l'été 2000. Une version enregistrée le 27 juin figure sur le CD bonus de l'album Bowie at the Beeb.

### Reprises
La chanson American Dream de P. Diddy, parue sur la bande originale du film Training Day en septembre 2001, est une version retravaillée de This Is Not America. Elle présente une nouvelle version du chant de Bowie, enregistrée en juillet de la même année.
This Is Not America a également été reprise par :
- Alice (en italien) sur la compilation Personal Jukebox (2000) ;
- Charlie Haden Liberation Music Orchestra sur l'album Not in Our Name (en) (2005) ;
- Hollywood Mon Amour avec Juliette Lewis sur l'album Hollywood Mon Amour (2008) ;
- Claudia Brücken avec Paul Rutherford (en) sur l'album Combined (2011) ;
- Petra Haden sur l'album Petra Goes to the Movies (en) (2013) ;
- Guano Apes sur la réédition de l'album Proud Like a God (2017) ;
- Ellen Andrea Wang · Jon Fält · Rob Luft · David Aleksander Sjølie sur l'album Closeness (2020) [3]
- Paolo Fresu sur l'album P60LO FR3SU (2021)[4].

## Fiche technique

### Chansons
| 1. | This Is Not America                | 3:51 |
| 2. | This Is Not America (Instrumental) | 3:51 |

### Participants
- David Bowie : chant, chœurs, production
- Pat Metheny : guitare, Roland GR-300 (en), synclavier, production
- Lyle Mays : claviers Oberheim, Prophet-5, Rhodes Chroma et Kurzweil, marimba
- Steve Rodby : basse
- Paul Wertico : batterie
- Marcellus Frank, David Richards : ingénieurs du son[1]

### Classements
| Classement (1985)                       | Meilleure place |
| --------------------------------------- | --------------- |
| États-Unis (Billboard Hot 100)          | 32              |
| États-Unis (Hot Mainstream Rock Tracks) | 7               |
| Pays-Bas (Top 40)                       | 1               |
| Royaume-Uni                             | 14              |